# 2240 Tsai
2240 Tsai este un asteroid din centura principală, descoperit pe 30 decembrie 1978.